# Below Deck : Australie
 (avril 2024).
La mise en forme du texte ne suit pas les recommandations de Wikipédia : il faut le « wikifier ».
Les points d'amélioration suivants sont les cas les plus fréquents :
- Les titres sont pré-formatés par le logiciel. Ils ne sont ni en capitales, ni en gras.
- Le texte ne doit pas être écrit en capitales (les noms de famille non plus), ni en gras, ni en italique, ni en « petit »…
- Le gras n'est utilisé que pour surligner le titre de l'article dans l'introduction, une seule fois.
- L'italique est rarement utilisé : mots en langue étrangère, titres d'œuvres, noms de bateaux, etc.
- Les citations ne sont pas en italique mais en corps de texte normal. Elles sont entourées par des guillemets français : « et ».
- Les listes à puces sont à éviter, des paragraphes rédigés étant largement préférés. Les tableaux sont à réserver à la présentation de données structurées (résultats, etc.).
- Les appels de note de bas de page (petits chiffres en exposant, introduits par l'outil «  Source ») sont à placer entre la fin de phrase et le point final[comme ça].
- Les liens internes (vers d'autres articles de Wikipédia) sont à choisir avec parcimonie. Créez des liens vers des articles approfondissant le sujet. Les termes génériques sans rapport avec le sujet sont à éviter, ainsi que les répétitions de liens vers un même terme.
- Les liens externes sont à placer uniquement dans une section « Liens externes », à la fin de l'article. Ces liens sont à choisir avec parcimonie suivant les règles définies. Si un lien sert de source à l'article, son insertion dans le texte est à faire par les notes de bas de page.
- La présentation des références doit suivre les conventions bibliographiques. Il est recommandé d'utiliser les modèles {{Ouvrage}}, {{Chapitre}}, {{Article}}, {{Lien web}} et/ou {{Bibliographie}}. Le mode d'édition visuel peut mettre en forme automatiquement les références.
- Insérer une infobox (cadre d'informations à droite) n'est pas obligatoire pour parachever la mise en page.

Pour une aide détaillée, merci de consulter Aide:Wikification.
Si vous pensez que ces points ont été résolus, vous pouvez retirer ce bandeau et améliorer la mise en forme d'un autre article.
Below Deck : Australie est une émission américaine de téléréalité diffusée pour la première fois sur le service de streaming Peacock le 17 mars 2022. C'est le troisième spin-off de l'émission Below Deck : La Vie à Bord, après Below Deck Méditerranée, et Below Deck : Sailing Yacht. Elle est diffusée depuis la seconde saison sur la chaîne américaine Bravo, et en France sur la chaîne E! et en rattrapage sur Universal+.

## Concept
L'émission relate la vie des membres de l'équipage d'un yacht durant six semaines de location en Australie.

## Participants

### Saison 1: Thalassa
Équipage :
- Jason Chambers - Capitaine[2]
- Ryan McKeown - Chef Cuisinier (épisodes 1–14)
- Nate Post - Chef Cuisinier (épisodes 14–17)
- Aesha Scott - Cheffe Hôtesse de bord
- Tumi Mhlongo - 2e Hôtesse de bord
- Magda Ziomek - 3e Hôtesse de bord (épisodes 1–14)
- Taylor Dennison - 3e Hôtesse de bord (épisodes 14–17)
- Jamie Sayed - Maître d'équipages
- Culver Bradbury - Matelot
- Brittini Burton - Matelot
- Ben "Benny" Crawley - Matelot

### Saison 2: Northern Sun
Équipage :
- Jason Chambers - Capitaine[3]
- Tzarina Mace-Ralph - Chef Cuisinier
- Aesha Scott - Cheffe Hôtesse de bord
- Laura Bileskaline - 2e Hôtesse de bord (épisodes 1–7)
- Jaimee Neale - 2e Hôtesse de bord (épisodes 9–18)
- Margot Sisson - 3e Hôtesse de bord (épisodes 2–18)
- Luke Jones - Maître d'équipage (épisodes 1–7)
- João Franco - Officier en second/Maître d'équipage (épisodes 8–18)
- Harry Van Vliet - Matelot
- Adam Kodra - Matelot (épisodes 1–13)
- Culver Bradbury - Matelot (épisodes 3–18), Maître d'équipage provisoire (épisode 7)
- Luka Brunton - 1er Matelot (épisodes 13–18)

## Autour de la série
- Le Capitaine Jason Chambers a fait la une des médias australiens en 2019, le yacht qu'il pilotait alors étant entré en collision dans un embarcadère du Queensland, à Cairns Marina[4].
- Au cours de la saison 2, deux membres d'équipage ont du être licenciés pour comportement inapproprié : le maître d'équipage Luke Jones pour être entré dans la cabine de la 2e Hôtesse de bord Margot Sisson sans y avoir été invité et pour avoir fait des avances sexuelles ; Laura Bileskalne pour avoir fait à plusieurs reprises des avances sexuelles non sollicitées auprès du Matelot Adam Kodra, et pour avoir effectué des commentaires déplacés au regard de la situation vécue par la 2e Hôtesse de bord Margot Sisson[5].

## Yachts
| Saison   | Yacht        | Nom réel     | Longueur    |
| -------- | ------------ | ------------ | ----------- |
| Saison 1 | Thalassa     | Keri Lee III | 181ft / 55m |
| Saison 2 | Northern Sun | Northern Sun | 167ft / 51m |